# Tralee
Tralee (/tɹæ.ˈliː/ ; en irlandais : Trá Lí, /t̪ˠɾˠaː ˈlʲiː/) est une ville du comté de Kerry, dans le Sud-Ouest de l'Irlande. Tralee est la plus grande ville du Kerry et son chef-lieu. Sa population atteignait 26 079 habitants au recensement de 2022.

## Histoire

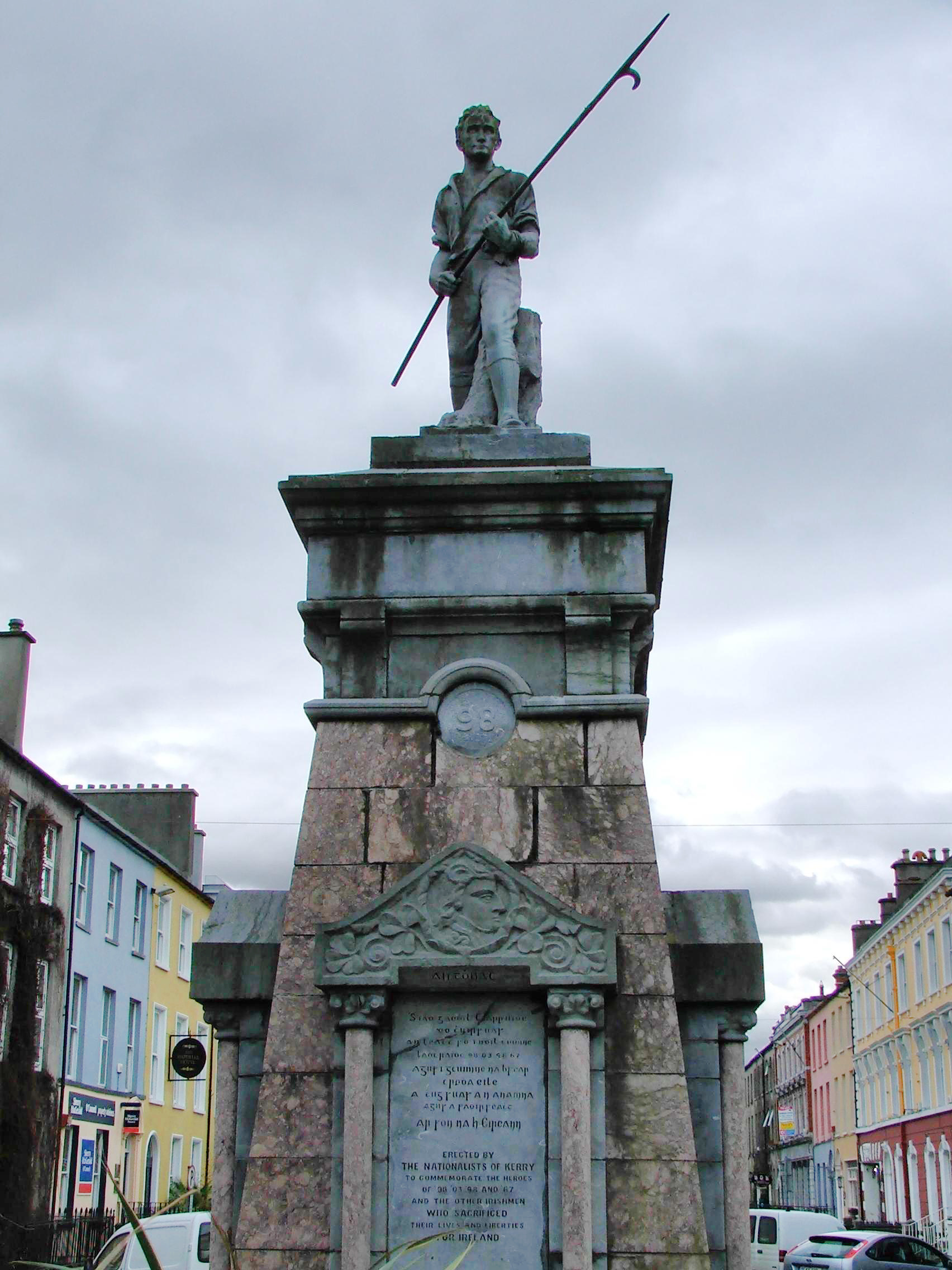
Monument au piquier de 1798.

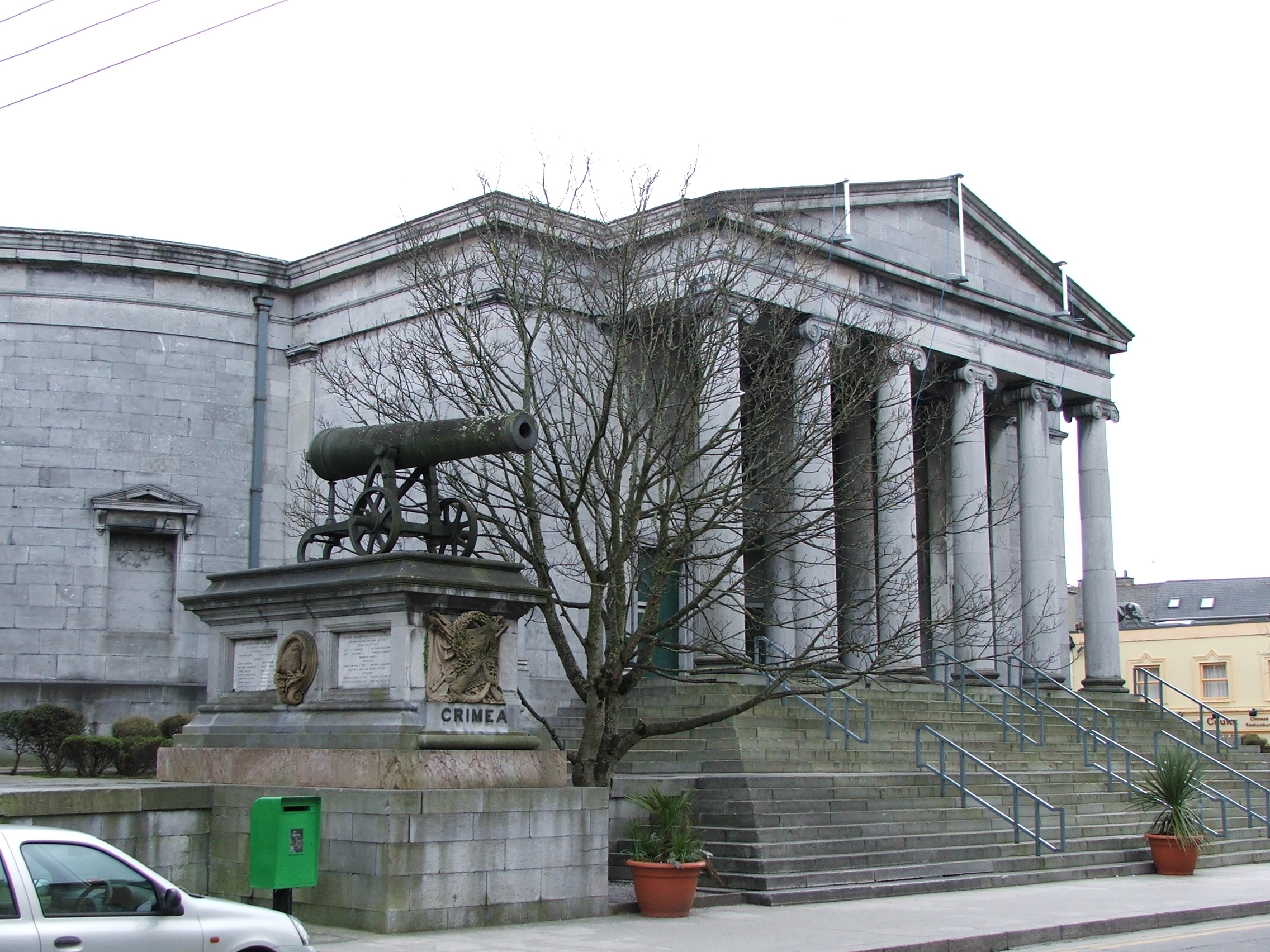
Tribunal de Tralee.

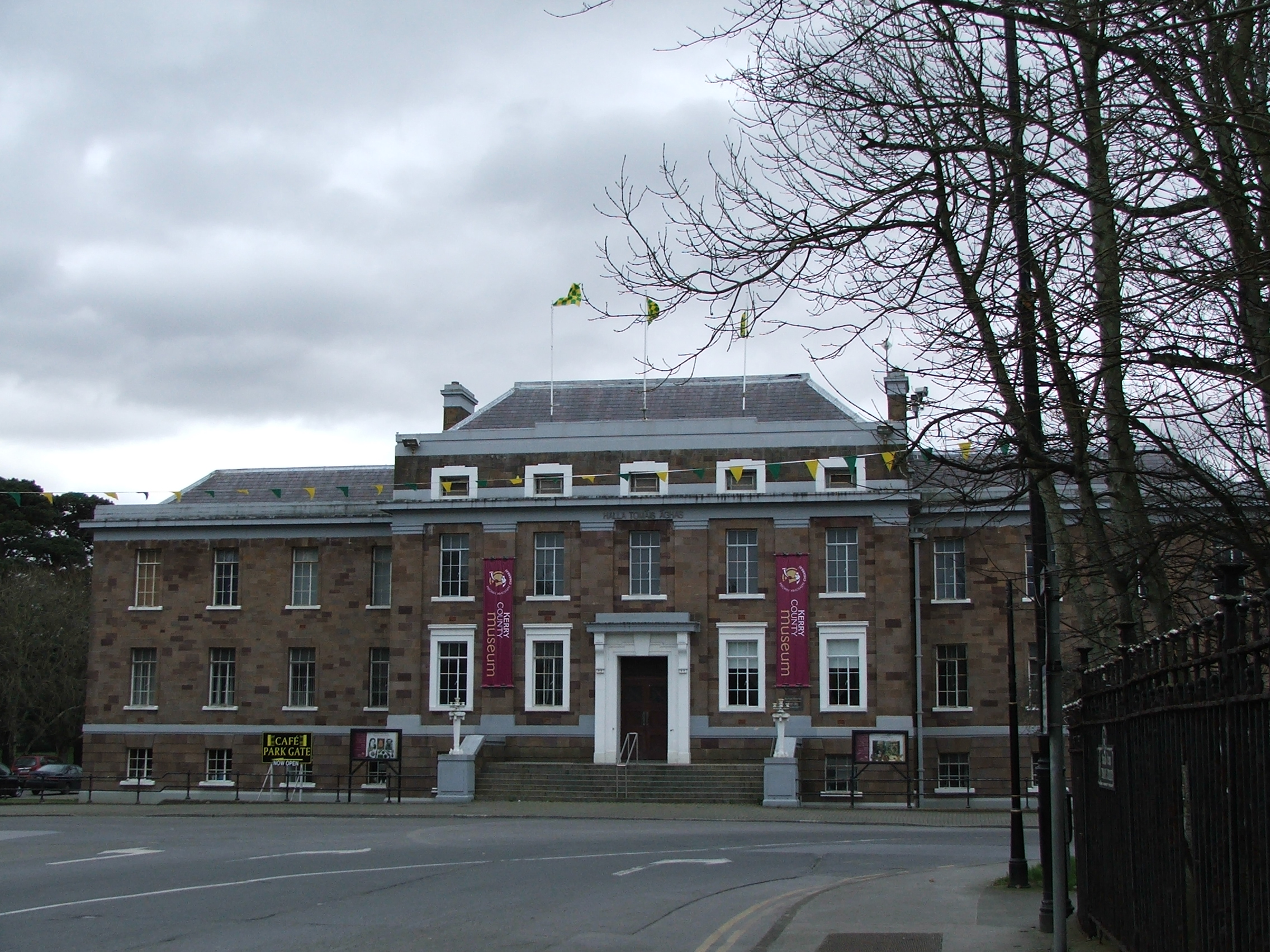
Ashe Memorial Hall.

Situé au confluent de petites rivières et au voisinage des terrains marécageux de l'extrémité de la baie de Tralee, Tralee est placée à l'origine d'une très ancienne route en direction du sud, à travers les monts Slieve Mish. Sur cet ancien itinéraire, se trouve un large bloc de rocher, appelé tombe de Scotia (en), censé être la sépulture de la fille d'un pharaon égyptien. 
La ville fut fondée au XIIIe siècle par les Anglo-Normands ; ce fut une forteresse des comtes de Desmond. Elle abritait un château médiéval et un monastère de l'ordre dominicain. La ville médiévale fut incendiée en 1580, en représailles des rébellions des Desmond contre Élisabeth Ire. Cette dernière donna la ville à Edward Denny (en) en 1587, donation reconnue par une charte royale de 1613.
Sir Edward Denny (en), quatrième baronnet, fut un seigneur remarquable pour son temps, spécialement durant la période de la Grande Famine. Au lieu d'accroître ses revenus, comme le firent tant de propriétaires terriens de cette époque, il maintint ses rentes à un niveau constant, pour favoriser ses fermiers. Il fut un important Frère de Plymouth.
Un monument commémorant la rébellion de 1798 – une statue de piquier par Albert Power – est situé rue Denny.
Le tracé moderne de Tralee date du XIXe siècle. La rue Denny, une large artère géorgienne, fut achevée en 1826, sur l'emplacement du vieux château.
Le tribunal de Tralee fut dessiné par Sir Richard Morrison et construit en 1835. Il comporte un monument avec deux canons, commémorant les soldats du Kerry morts lors de la guerre de Crimée (1854-56) et de la Révolte des Cipayes (1857).
L'église dominicaine de la Sainte-Croix fut dessinée au XIXe siècle par Augustus Pugin, architecte de la Renaissance gothique anglaise.
Tralee connut de nombreux épisodes violents durant la Guerre d'indépendance irlandaise et la Guerre civile irlandaise en 1919-1923. En novembre 1920, les Black and Tans assiégèrent Tralee, en représailles pour l'enlèvement et l'exécution par l'IRA, de deux hommes de la Royal Irish Constabulary (RIC). Ils fermèrent tous les commerces de la ville et l'affamèrent durant une semaine. De plus, ils brulèrent de nombreuses maisons et tous les commerces ayant des liens avec des activistes de l'Armée républicaine irlandaise (IRA). Durant cette même semaine, ils abattirent trois habitants. L'incident provoqua l'indignation internationale, lorsqu'il fut rapporté par la presse qui écrivit que des conditions proches de la famine régnaient à Tralee à la fin de la semaine.
En août 1922, durant la Guerre civile irlandaise, des troupes de l'État libre d'Irlande débarquèrent dans la ville voisine de Fenit, et prirent Tralee à sa garnison Anti-traité. Neuf soldats Pro-traité et trois soldats Anti-traité furent tués durant les combats dans la ville, avant que les forces Anti-traité ne se retirent. Cependant, les républicains continuèrent une campagne de guérilla dans le pays environnant. En mars 1923, des atrocités furent commises par les troupes de l'État libre, près de Tralee, lorsque neuf prisonniers anti-traité de l'IRA furent tirés de la prison de Tralee et exécutés par l'explosion d'une mine terrestre, à Ballyseedy, dans les environs.

## Géographie
Tralee est située à 120 kilomètres au sud-ouest d'Ennis. La ville se situe près de la mer au fond de Tralee Bay, au début de la péninsule de Dingle, au nord de celle-ci.

## Transports

### Routes
Tralee est desservie par des routes nationales primaires et secondaires, ainsi que par des routes locales.
Routes nationales primaires :
- N21 (en) est/nord-est en direction de Limerick, rejoignant la N22 (en) au sud-est vers Killarney et Cork.

Routes nationales secondaires :
- N69 (en) en direction de Listowel, Foynes et Limerick.
- N70 (en) en direction de Killorglin, l'Anneau du Kerry sur la péninsule d'Iveragh et Kenmare.
- N86 (en) en direction de Daingean Uí Chúis (Dingle).

Routes régionales :
- R556 (nord) en direction de Ballybunion.

### Rail
Un service ferroviaire en direction de Killarney, Cork et Dublin, est assuré par l'opérateur national Iarnród Éireann. La gare de Tralee, originellement appelée Tralee Sud, fut ouverte le 18 juillet 1859.

### Bus
Un terminal routier spécialisé a été construit en 2007. C'est un nœud régional de Bus Éireann qui assure des liaisons par bus pour Dublin, Limerick, Galway, Cork, Killarney et Dingle.

### Air
L'aéroport de Kerry, situé à Farranfore entre Tralee et Killarney, assure des liaisons aériennes vers Dublin, Londres Luton, Londres Stansted, Grenoble et Francfort Hahn

### Mer
Le port local de Tralee est Fenit, à 10 km environ de la ville, sur la rive nord de l'estuaire. Accueillant des navires jusqu'à 17 000 tonneaux, c'est un port mixte pittoresque, avec des bateaux de pêche, et une marina active (136 anneaux).

## Tourisme
Tralee est une importante destination touristique. Quelque 55 millions d'euros ont été investis dans le secteur durant les dernières années. La ville a aménagé un ensemble d'attractions touristiques de qualité, pour toutes les saisons.

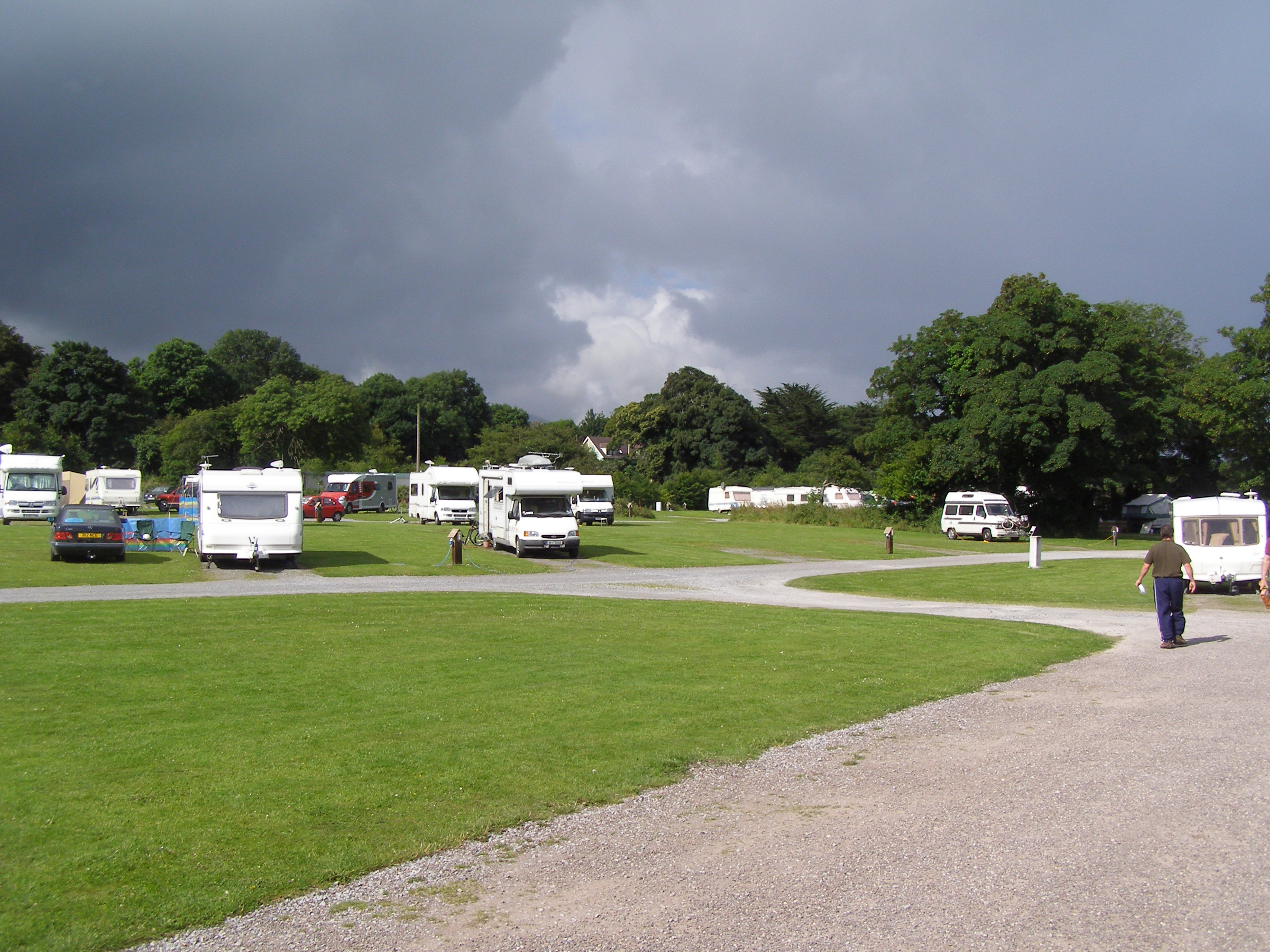
Rassemblement de camping-cars à Tralee.

### Événements
La Rose de Tralee est une compétition internationale qui est célébrée entre les communautés irlandaises dans le monde entier. Ce festival a pour but d'élire une jeune femme d'origine irlandaise qui sera, une année durant, la représentante de la communauté irlandaise dans le monde. Le Festival international de la Rose de Tralee a lieu tous les ans, en août.

## Toponymie
Le nom Tralee vient du gaélique 'Trá Lí', ou 'Trá Laoi' qui signifie 'berges de la Lee' (fleuve), bien que certains pensent qu'il vient du gaélique 'Trá Liath', signifiant 'rive grise'.

## Culture

### Sites archéologiques
- Casement's Fort : un ancien ringfort, où se cachait Roger Casement, quand il fut arrêté.
- Sheela na Gig : maintenant dans la Tour chrétienne ronde de Rattoo, à quelques kilomètres au nord de Tralee.
- Monument de Saint Brendan le Navigateur : situé à Fenit, avec des reproductions d'anciennes structures irlandaises.
- Cathair Cun Rí : un site fortifié de l'âge du fer dominant la baie de Tralee.

Outre ces derniers, un grand nombre de sites archéologiques autour de Tralee et dans l'ensemble du Comté de Kerry sont répertoriés dans le nouveau Plan de développement du Comté de Kerry 2009-2015.

### Sites culturels
- Ashe Memorial Hall : situé à l'extrémité de la rue Denny, il est dédié à la mémoire de Thomas Ashe, un officier des Volontaires irlandais lors de l'Insurrection de Pâques 1916. Le bâtiment, construit en grès local, abrite le Musée du Comté de Kerry et une reconstitution de la ville ancienne de Tralee. Le musée contient le parc à thème 'Kerry: The Kingdom' et une exposition qui décrit la vie médiévale dans la Tralee géraldine.
- Siamsa Tire : Théâtre populaire national d'Irlande, présentant de la musique traditionnelle et des pièces en gaélique.
- Moulin à vent de Blennerville : situé environ deux kilomètres à l'extérieur de la ville, c'est le plus grand moulin à vent d'Irlande encore en fonctionnement.
- Aquadome de Tralee – Grande attraction aquatique couverte, avec un parcours de mini-golf, située près de Fels Point, juste à côté de la route de Dan Spring, à la sortie ouest de la ville.
- La chaîne des Monts Slieve Mish.
- Chemin de fer Tralee-Dingle. Des départs ont lieu du site de l'Aquadome, pour des trajets sur la partie restaurée de la vieille ligne de chemin de fer de Tralee à Dingle. Des passionnés locaux ont rapporté des États-Unis une authentique locomotive à vapeur Hunslet, afin de faire revivre les jours où la ligne de Tralee à Dingle transportait des marchandises et des passagers sur la célèbre voie étroite, avant que celle-ci ne soit définitivement fermée en 1953. Les visiteurs peuvent effectuer un court trajet en train, dans des wagons importés d'Espagne, et tirés par la poussive Hunslet, sur quelques kilomètres, jusqu'au village de Blennerville, sur la baie de Tralee. Là, le moulin à vent restauré de Blennerville et la maison-musée offrent un aperçu fascinant de l'histoire du passé de Tralee, porte sur le Nouveau Monde au XIXe siècle. Près du moulin à vent, se trouve le chantier où la réplique du voilier en bois Jeanie Johnston a été terminée en 2002. Le nouveau bateau Jeanie Johnston est maintenant basé dans les docks de la ville de Dublin.

### Les médias locaux

#### Journaux et magazines
- L'Œil du Kerry
- Le Kerryman
- Le Royaume
- Tralee Times

#### Radios locales
- Radio Kerry

### Jumelage
Tralee est jumelée avec la ville de Westlake en Ohio .

## Personnalités liées à la ville
- Kieran Donaghy, footballeur
- Rea Garvey, chanteur de Reamonn
- Joe Keohane, footballeur
- Mary O'Connell
- Dick Spring, homme politique, footballeur et joueur de rugby
- Mikey Sheehy, footballeur
- Tommy Walsh, footballeur
- Robert Simpson, compositeur

## Démographie
La ville de Tralee compte 22 190 habitants au recensement de 2006, elle est la plus peuplée du comté de Kerry.
Elle n'en compte plus que 20808 en 2011. Le décompte global lui attribue cependant une population totale de 23 691 habitants en 2011.
Au recensement de 2022, la ville compte 26 079 habitants.

## Santé
- Kerry General Hospital : hôpital général de Kerry
- The Bon Secours Hospital : l'hôpital Bon Secours